# Campoplex nigricinctus
Campoplex nigricinctus är en stekelart som först beskrevs av William Harris Ashmead 1890.  Campoplex nigricinctus ingår i släktet Campoplex och familjen brokparasitsteklar. Inga underarter finns listade.